# Inger Stilling Pedersen
Inger Elisabeth Stilling Pedersen, född 26 juli 1929 i Pindstrup i Syddjurs kommun, död 30 mars 2017 i Randers, var en dansk lärare och politiker för Kristeligt Folkeparti (Nu Kristendemokraterne). Hon innehade titeln Riddare av Dannebrogsorden sedan 19 september 1988.
Pedersen växte upp som det näst äldsta barnet i en syskonskara på sex barn. Fadern arbetade som murare, modern dog av difteri då Pedersen var 14 år gammal. Under sin uppväxt deltog hon regelbundet i söndagsskoleundervisningen och var aktiv inom flickscouterna. Hon engagerade sig i ungdomen i Kristelig Forening for Unge Kvinder (KFUK). Hon avlade lärarexamen från Århus Seminarium 1961 och anställdes kort därefter som lärare på Nyvangsskolen i Randers. Från och med 1976 innehade hon titeln överlärare. Hon var samtidigt kyrkligt engagerad, däribland som ledamot i kyrkorådet för Skt. Peders Kirke (1965-1978). 
Hon började även engagera sig politiskt efter att Kristeligt Folkeparti hade bildats 1970, och hon blev en av partiets kandidater till Folketinget. Hon blev invald 1973 för Århus Amtskrets och blev således en av partiets 7 folketingsledamöter. Tillsammans med Inge Krogh var hon partiets främsta kvinnliga företrädare. Hon satt i Folketinget fram till och med 1979 och återvände därefter till läraryrket. Hon verkade dock som ordförande för partiets lokala avdelning i Århus Amt 1980-1982. Hon blev återvald 1984 och tog plats i Folketinget i ytterligare tio år (till september 1994). Under hela denna period innehade hon ämbetet som vice ordförande för partiets folketingsgrupp med undantag för 1987-1988, då hon var ordförande. Hon var i flera omgångar även sekreterare för partiets folketingsgrupp (1973, 1977-1978, 1987-1990).
Under sin tid i Folketinget var Pedersen ledamot i bland annat trafik-, försvars- och socialutskotten och deltog bland annat i utformandet av lagen om ekonomiskt bistånd. I abortfrågan, som var en av partiets kärnfrågor, förde hon en "mjukare" linje och förnekade inte kvinnor rätten till fri abort. I debatten om homosexuellas rätt till registrerat partnerskap under 1980-talet menade hon till en början att man skulle säkra homosexuella denna rätt, men fastslog senare att äktenskapet var ämnat att vara ett förbund mellan man och kvinna och att frågan om registrerat partnerskap skulle avgöras genom en folkomröstning. Dessa var dock inte de enda frågor som utgjorde en stötesten mellan henne och resten av partiet. Då Kristeligt Folkeparti ingick i en koalitionsregering tillsammans med Socialdemokraterne, Centrum-Demokraterne och Det Radikale Venstre 1993 infördes bland annat nya föräldraledighetsregler, som Pedersen menade inte tog hänsyn till familjer där föräldrarna stod utanför arbetsmarknaden eller jobbade deltid. I samband med folketingsvalet 1994 valde Pedersen att inte kandidera.
Utöver läraryrket och det politiska arbetet var Pedersen styrelseledamot i Grænseforeningen (1974-1999) och ordförande för Sønderjydsk Forening for Randers og Omegn (1980-). Hon var även ledamot i kyrkorådet för Kristrup Kirke (sedan 1996) och i Randers Ældreråd. Hon var gift med Harald Engholm från 1992.